# Trichotillomanie
Trichotillomanie (TTM) is een psychische aandoening waarbij men een aandrang heeft om de eigen haren uit te trekken, zowel hoofdhaar, wimpers en wenkbrauwen als haar op andere delen van het lichaam. De naam is afgeleid van het Griekse "trich-" (haar), "till(ein)" (trekken), en "mania" (waanzin, gekheid). In de DSM-5 is het ingedeeld bij de obsessieve-compulsieve stoornissen.
Door het uittrekken van de haren ontstaan in sommige gevallen kale plekken, wat schaamte of frustratie kan opleveren. Verder leiden TTM-lijders een normaal leven. Sommige psychiaters zien trichotillomanie als een vorm van de obsessieve-compulsieve stoornis, terwijl anderen het niet als een aandoening zien, maar als een tamelijk onschuldige gedragsvorm, te vergelijken met nagelbijten.
Bij mensen met TTM komen persoonlijkheidsstoornissen niet vaker voor dan bij anderen.
In sommige gevallen treedt er naast trichotillomanie ook trichofagie op, waarbij de persoon aan de haren zuigt of ze opeet. In uitzonderlijke gevallen kan een gevormde haarbal tot maagproblemen leiden.

## Voorkomen
Er zijn diverse onderzoeken gedaan naar het percentage van de bevolking dat lijdt aan trichotillomanie, onderzoeken met uiteenlopende resultaten. In de DSM-IV werd deze aandoening ingedeeld bij de stoornissen in de impulsbeheersing, en vermeldde dat 1-2% van de gehele bevolking lijdt aan deze aandoening. De DSM-IV-TR heeft het over 0,6%. De resultaten van onderzoek zijn onder andere afhankelijk van de interpretatie van het begrip trichotillomanie. Zo is het resultaat 0,6% verkregen door rekening te houden met de criteria die de DSM-IV toeschrijft aan trichotillomanie:
- Recidiverend uittrekken van de eigen haren, hetgeen leidt tot waarneembaar haarverlies.
- Een toenemend gevoel van spanning vlak voor het uittrekken van het haar of bij pogingen dit gedrag te weerstaan.
- Lust, bevrediging of opluchting bij het uittrekken van het haar.
- De stoornis is niet eerder toe te schrijven aan een andere psychische stoornis en is niet het gevolg van een somatische aandoening (bijvoorbeeld dermatologische ziekte).
- De stoornis veroorzaakt in significante mate lijden of beperkingen in het sociaal of beroepsmatig functioneren of het functioneren op andere terreinen.

Wanneer een van de criteria wordt weggelaten verkrijgt men heel andere resultaten. Veel mensen vinden dat trichotillomanie onderschat wordt. Dit komt gedeeltelijk omdat mensen met trichotillomanie zich schamen voor hun aandoening en er niet over praten.
In een onderzoek door Christenson (1995) behoorden van de 186 patiënten 172 tot het vrouwelijke geslacht. In dit onderzoek is dus 92,5% van de totale groep van mensen die aan trichotillomanie lijdt vrouwelijk. Het is wel goed mogelijk dat mannen de kale plekken wijten aan normale mannelijke kaalheid of dat zij simpelweg geen professionele hulp zoeken.
Er zijn vele onderzoekers die de beginleeftijd waarop trichotillomanie zich begint te ontwikkelen hebben proberen te achterhalen. Muller en Winkelmann in 1972, Mansueto in 1990, Swedo en Leonard in 1992, Christenson in 1995 en Cohen in 1995 zijn een paar van deze onderzoekers en hebben allemaal ongeveer hetzelfde resultaat bekomen van tussen de 11 en de 12 jaar. Er is ook zoiets als "babytrichotillomanie" waarbij kinderen in hun eerste levensjaren haren uittrekken, gelukkig verdwijnt dit meestal van zelf in de loop van de tijd. Als het dwangmatig haren uittrekken begint tijdens de tienerjaren is de kans groot dat je er niet zomaar vanaf komt.

## Oorzaken
Men heeft tot op de dag van vandaag nog geen duidelijke en vaststaande oorzaak voor trichotillomanie gevonden. Er zijn wel enkele theorieën opgesteld waaronder oorzaken vanuit het neurobiologisch perspectief, het psychoanalytisch perspectief en oorzaken vertrekkende vanuit de leertheorie.

### Neurobiologische oorzaak
Serotonine is een neurotransmitter die voorkomt in onder andere de hersenen. In het gebied van de hersenen dat een grote invloed heeft op de emotionele en motorische processen bevindt zich in een normaal geval serotonine. Trichotillomanie zou volgens verschillende bronnen en onderzoeken zoals dat van Stein in 1999 en Audenaert in 2003, veroorzaakt worden door een tekort aan serotonine. De oorzaak van dat verschijnsel op zich is evenals onduidelijk en dus onbekend. Er wordt niet alleen de oorzaak gezocht bij serotonine in de hersenen, ook andere delen van de hersenen worden als mogelijke oorzaken gezien.
De cortex orbitofrontalis van een mens (deel van de hersenen) staat onder andere in voor vaardigheden als zelfbeheersing en beslissingsvermogen. Als de werking van de cortex orbitofrontalis verstoord raakt, hebben we als gevolg problemen met zelfbeheersing. Bij mensen met trichotillomanie uit zich dit dus in herhaaldelijk ongewenst gedrag (haren uittrekken).

### Psychoanalytische oorzaak
Er zijn twee mogelijke psychoanalytische oorzaken van trichotillomanie en de eerste is te vinden in de kindertijd. Een baby heeft behoefte aan voedsel, aandacht en aanrakingen. Door de vervulling van deze behoeften krijgt het kind een gevoel van veiligheid en geborgenheid. In deze periode wordt onder andere de impulsbeheersing en frustratietolerantie ontwikkeld en daarom is het belangrijk dat de behoeften van het kind worden vervuld. Als dit niet het geval is wordt de basis gelegd voor latere problemen. Op de leeftijd van ongeveer 2 jaar komt het kind in de anale fase waarin het zijn eigen willetje probeert op te dringen. Natuurlijk is er ook nog de wil van de ouders en zo komt het kind in een tweestrijd, die meestal leidt tot het toegeven aan de ouders. In gezinnen waar boosheid niet getolereerd wordt zal het kind zich inhouden ter wille van de ouders en zo heel wat frustraties opkroppen. Ze krijgen het onvermogen om hun boosheid uit te drukken en dus zetten ze het om in obsessies en compulsies.
Een tweede mogelijke oorzaak vanuit een psychoanalytisch perspectief is de symbolische betekenis die we aan ons haar geven. Mensen die onderzoek doen naar moeder-dochter-relaties hebben gezien dat vrouwen die aan trichotillomanie lijden vaak problemen hadden/hebben met hun moeder. Dit vooral in de eerste levensjaren van de dochter waar ze behoefte heeft aan voedsel, aandacht en aanrakingen. Later wordt hun relatie ambivalent, enerzijds zijn ze afhankelijk van elkaar en anderzijds heerst een vijandigheid omdat de een de ander nooit kan geven wat de ander wil. Om een voorbeeld te geven, een moeder projecteert haar onvervulde ambities, bijvoorbeeld een bepaald beroep, op haar dochter. Deze heeft echter steun nodig en niet iemand die ze zelf nog moet steunen. Door de steun die ze niet ontvangt van haar moeder maar juist moet geven krijgt ze agressieve gevoelens tegenover haar. Het haar kan hier symbool staan voor de moeder en krijgt dus heel wat te verduren. Haar haren kunnen ook gewoon dienen als troost voor de afwezigheid van haar moeder.

### Oorzaken vanuit de leertheorie
In de leertheorie stelt men dat het dwangmatig haar uittrekken een slechte gewoonte is die uitgelokt wordt door externe en interne stimuli, prikkels. In 1997 hebben Mansueta en zijn collega’s hier onderzoek naar gedaan en de bevindingen zijn uiterst interessant.
- Stimuli (prikkels) die de drang uitlokken om haren uit te trekken kunnen zowel intern als extern zijn. Bij de interne prikkels komt het perfectionistische karakter naar voren dat veel mensen met trichotillomanie hebben. Voorbeelden van interne prikkels: ongewenste grijze haren en asymmetrische wenkbrauwen. Voorbeelden van externe prikkels: plaatsgebonden prikkels (auto, bed) of objectgebonden prikkels (pincet, spiegel).
- Stimuli die het gedrag aanmoedigen of afremmen/indammen (inhibitie): als de basis is gelegd voor de gewoonte haar uit te trekken is het een kwestie van al dan niet toegeven aan de drang. Factoren die het gedrag aan moedigen kunnen pincetten en spiegels zijn. Dit zijn voorbeelden van externe factoren, maar Mansueto heeft ook drie interne factoren bepaald, met name de aandrang zelf, bepaalde houdingen die het gedrag vergemakkelijken (bijvoorbeeld tijdens studeren/schrijven aan een bureau) en de gedachten van de persoon (bijvoorbeeld "nog eentje en dan stop ik"). Er zijn ook factoren die indijkend of inhiberend kunnen werken bijvoorbeeld de angst dat mensen kale plekken gaan zien of de angst om betrapt te worden.
- Ketting van gedragingen: trichotillomanie is een stoornis met rituelen rond het eigenlijke dwangmatig uittrekken van het haar zelf. Er zijn vaak voorbereidende handelingen zoals een plaats kiezen, voorwerpen als een pincet klaarleggen. Vervolgens kiest men de haren die men gaat uittrekken en streelt of speelt er nog even mee. Vervolgens trek men de haren er uit met een bepaalde techniek of met een pincet. Deze laatste techniek wordt door 43% gebruikt volgens een onderzoek van Schlosser en collega’s in 1994. Als "naspel" wordt het haar en het haarzakje soms aan een grondige inspectie onderworpen. In vele gevallen wordt het haarzakje opgegeten of bewaard als verzameling en in extremere gevallen wordt de gehele haar opgegeten, soms met ernstige gevolgen.
- Gevolgen van het haar uittrekken: het haar uittrekken is een handeling die een gevoel van bevrediging en voldoening kan geven en stressreducerend kan werken. Daardoor wordt het gedrag herhaald en is het moeilijk om te stoppen en deze goede gevoelens en effecten op te geven. Na dit goede gevoel volgt veelal een schuldgevoel en schaamte, ook in verband met eventuele kale plekken. Dit kan in sommige gevallen een motivatie zijn om te stoppen met het gedrag.

### Overige mogelijke oorzaken
- kinderziekte of verwonding;
- dood, ziekte of verwonding van een familielid;
- verhuizing;
- vervreemding of scheiding van vrienden;
- naar school gaan;
- schoolproblemen;
- onzeker of een verkeerd zelfbeeld;
- eerste menstruatie;
- echtscheiding van de ouders;
- korte scheiding van de ouders;
- verplichte bedrust om medische redenen;
- geboorte van een broertje of zusje of ruzie met broertje of zusje met als gevolg minder aandacht voor het haartrekkende kind;
- een probleem in het immuunsysteem waardoor een herseninfectie kan ontstaan die leidt tot de aandoening.

## Behandeling
Er zijn vele behandelingen mogelijk waarvan de één al effectiever is dan de anderen. Medicatie is een van de behandelingen maar ook gedragstherapie kan wonderen doen bij mensen die Trichotillomanie hebben.

### Medicatie

#### Clomipramine
Volgens de wetenschap is dit de meest effectieve medicatie om trichotillomanie te behandelen en meteen ook de oudste. Het is een soort antidepressivum dat het reeds besproken probleem met serotonine min of meer oplost.

#### Fluoxetine
Een ander woord voor fluoxetine is prozac, en heeft theoretisch gezien ongeveer hetzelfde effect als clomipramine. Een onderzoek heeft uitgewezen dat het effect van een placebo en fluoxetine hetzelfde is. Hieruit zouden we dus kunnen besluiten dat het geen effectieve medicatie is. Een ander onderzoek heeft echter uitgewezen dat fluoxetine en clomipramine hetzelfde effect hebben. Daaruit zouden we vervolgens kunnen besluiten dat fluoxetine wel een effectieve medicatie is net zoals Clomipramine er één is. Er is dus nog veel onderzoek nodig wat betreft deze behandeling.

#### Andere medicatie
Vorige twee medicamenten speelden in op de gebrekkige werking van serotonine, er zijn ook andere medicaties zoals stemmingsstabilatoren (vb Lithium ) of neuroleptica die bepaalde psychische functies onderdrukken. Nog een mogelijkheid vormen de anxiolytica, die onrust en angst verminderen....

### Gedragstherapie
De behandeling die gedragstherapie aanbiedt gaat uit van de leertheorie. Ze zien het uittrekken van de haren dus als een soort van (slechte) gewoonte.

#### Gewoonteomkering
Het omkeren van de gewoonte is een eerste behandeling in de gedragstherapie waarbij Baer in 2002, 5 stappen heeft onderscheiden. Lee Baer is hoogleraar psychologie aan de Harvard Medical School en onderzoeker van obsessieve-compulsieve stoornissen bij het Massachusetts General Hospital waarover hij ook een boek heeft geschreven: Alles onder controle.
1. Bewustwordingstraining (het bewust laten worden van de persoon zijn gewoonten)
2. Tegenrespons aanleren (een beweging, respons aanleren om de oude gewoonten af te leren)
3. Ontspanningstraining (de aandrang om de gewoonten uit te voeren te doorbreken door aan iets anders te denken, door zich te ontspannen)
4. Contingentiemanagement (nieuwe gedrag in stand houden door het te belonen)
5. Generalisatietraining (zichzelf onder controle houden in risicovolle situaties (vb studeren) en leren om te gaan met situaties waarin men haren kan verliezen)

#### Andere technieken
Een eerste techniek is zelfmonitoring, het zichzelf bewust maken van het probleem en allerlei gegevens zoals tijdstip en locatie noteren. Wanneer dit de enige stap is tijdens de therapie is de kans op hervallen groot aangezien er geen technieken worden aangeleerd om het haren uittrekken af te leren en te voorkomen. Een andere techniek is aversietherapie wanneer iemand haren uittrekt. Zo deed Crawford in 1988 een experiment met een vrouw die trichotillomanie had. Er werden elektroden aan haar onderarm bevestigd en na een half jaar (7 sessies) van lichte elektrische schokken krijgen wanneer ze voorbereidingen nam voor het haren uittrekken, voelde ze niet langer die behoefte. De vrouw werd gevolgd en is niet teruggevallen in haar oude gedrag. Straffen hangt wat samen met aversietherapie en kan ook effectief zijn. Dan hebben we ook nog bekrachtiging die kan optreden als een behandeling tegen trichotillomanie. Hierbij denken we dan aan het goedkeuren en bevestigen van goed gedrag door middel van bijvoorbeeld complimentjes. Het doet dus wat denken aan stap 4: contigentiemanagement van L. Baer. Als laatste behandelingstechniek onder de categorie gedragstherapie hebben we cognitieve gedragstherapie, deze techniek probeert patiënten de onderlinge relaties van hun gedachten, gevoelens en handelingen te laten begrijpen.